# Klaske Hiemstra
Klaske Hiemstra (Vledder, 24 februari 1954) is een Nederlands schrijfster. Zij schrijft in het Fries. 
Als kind van Friese ouders groeide Hiemstra tweetalig op. Vanaf haar achtste jaar publiceerde ze in het Nederlands op de kinderpagina van de Friese Koerier. Tijdens haar studie Nederlands koos ze Fries als bijvak. Hiemstra begon pas in het Fries te schrijven in 1997, toen haar gevraagd werd zitting te nemen als bestuurslid in de Friese schrijversbond It Skriuwerboun. Sinds 31 december 2009 is ze de vaste columniste op de website van de Ried fan de Fryske Beweging.
Haar autobiografische roman Retoer Skylge (2004) gaat over beelden van het onderbewuste. In It rinnen fan Silke (2006) probeert een studente die in Groningen woont ermee te leven dat haar moeder doodgaat. Zij doet al het mogelijke om het verwarrende gevoel dat haar langzaam kapot maakt kwijt te raken.

## Werk

### Romans
- Retoer Skylge (2004)
- It rinnen fan Silke (2006)

### Sprookjes
- De bok, it gouden aai en de sân ravens (1996) (verhalen)

### Gedichten
- De skaadfrou (2003).